# Kefalograviéra
Le kefalograviéra (grec moderne : Κεφαλογραβιέρα) est un fromage à pâte dure produit à partir de lait de brebis ou d'un mélange de lait de brebis et de lait de chèvre. L'appellation d'origine protégée dont il bénéficie depuis 1996 prévoit qu'il peut être produit dans les périphéries de Macédoine-Occidentale et d'Épire, ainsi que dans les nomes d'Étolie-Acarnanie (Grèce-Occidentale) et d'Eurytanie (Grèce-Centrale). 
C'est un fromage salé, au goût prononcé. Il est souvent utilisé pour la préparation du saganáki (fromage frit). Il est également utilisé râpé, notamment avec des plats de pâtes. Il ressemble beaucoup au kefalotýri, et est parfois vendu sous cette appellation. Il est parfois comparé au pecorino romano ou à l'asiago